# Chugai Pharmaceutical Co.
Chugai Pharmaceutical Co., яп. 中外製薬株式会社, романіз. Chūgai Seiyaku kabushiki gaisha — японська фармацевтична компанія, яка контролюється швейцарською компанією «Hoffmann-La Roche», якій станом на 30 червня 2014 року належало 62 % акцій компанії. Штаб-квартира компанії розташована в Токіо. Діючим головою ради директорів компанії є Осаму Нагаяма. Тацуро Косака є діючим президентом і генеральним директором компанії.

## Історія

### Хронологія
Нижче наведена хронологія важливих подій компанії «Chugai Pharmaceutical».
- 1925: Дзудзо Уено заснував компанію «Chugai Shinyaku Co. Ltd.», та почав імпортувати та продавати ліки.
- 1927: Початок першого власного виробництва.
- 1930: Випущено «Салоброканон», анальгетик та жарознижувальний засіб.
- 1937: Початок виробництва броміду кальцію.
- 1943: Назва компанії змінена на «Chugai Pharmaceutical Co., Ltd.» з головним офісом у Токіо.
- 1944: Придбання «Matsunaga Pharmaceutical Ltd.» та будівництво заводу в Мацуназі
- 1945: Штаб-квартира, фабрики в Ікебукуро, Сакаї та Такаді були зруйновані під час Другої світової війни, штаб-квартиру перемістили до Такади, фабрику в Такаді відбудували.
- 1946: Будівництво заводу в Камагісі
- 1951: Випущено «Гуронсан», препарат для детоксикації та відновлення функції печінки.
- 1952: Випущено «Варсан», інсектицид у спреї.
- 1955: «Chugai Pharmaceutical Co.» стала публічною компанією.
- 1956: Акції котируються на Токійській фондовій біржі.
- 1957: Будівництво заводу в Укімі.
- 1960: Створення дослідницького центру (Дослідницька лабораторія Такада, Токіо).
- 1967: Заснування компанії «Fukushima Kasai Co Ltd.».
- 1961 — Розроблено патенти на синтез вітаміну А.
- 1969: Після злиття компаній «Fukushima Kasai Co Ltd.» та «Fukuma Kasau Co. Ltd.» назву «Fukushima Kasai Co Ltd.» змінено на «Eiko Kasei Co Ltd.».
- 1971: Будівництво заводу у Фудзієді.
- 1975: Випущено препарат від раку «Піцибаніл».
- 1982: Відкриття філії в Нью-Йорку.
- 1986: Відкриття філії в Лондоні.
- 1989: Придбання «Gen-Probe Incorporated» (США).
- 1990: Запуск випуску препарату «Епогін»
- 1995 — Випущено препарат для лікування гострої промієлоцитарної лейкемії «Весаноїд».
- 1996 — Випущено противірусний хіміотерапевтичний засіб «Хівід» (інгібітор зворотної транскриптази вірусу ВІЛ)
- 1997 — Випущено інгібітор протеази ВІЛ «Інвіраза».
- 1999 — Випущено імуносупресивний засіб «Селлсепт»
- 2000 — Випущено протиблювотний препарат «Кітріл», розроблений для боротьби з побічними ефектами хіміотерапії.
- 2001 — Вироблено протигрипозний препарат «Таміфлю». («Roche»)
- 2002: Початок альянсу з «Roche»
- 2003: Випущено препарат від раку «Кселода».
- 2005: Запуск препарату «Актемра».
- 2007: Випущено противірусний препарат «Копегус», препарат від раку «Авастин» та препарат від раку «Тарцева».
- 2011: Вироблено препарат «Актемра», моноклональне антитіло до рецептора IL6 людини для лікування ревматоїдного артриту.
- 2014: Запуск препарату «Кадсіла», препарату від раку, розробленого компанією «Chugai Pharma China Co Ltd.».
- 2015: У березні компанія оголосила про спільну комерціалізацію клітинної терапії «Атерзіс» для лікування ішемічних інсультів у Японії. Угода може принести понад 205 мільйонів доларів США.[3]
- 2016: Співпраця між Осацьким університетом та «Chugai Pharmaceutical Co.».
- 2018: Випущено «Тецентрик», препарат від раку.
- 2020 — FDA схвалило сатралізумаб («Енспринг») для лікування орфанного захворювання — нейромієліту зорового нерва.[4]